# Чолла-Намдо
Чолла-Намдо (Южная Чолла) (кор. 전라남도?, 全羅南道?) — провинция на юго-западе Южной Кореи. Административный центр — уезд Муан.

## География
Провинция является частью региона Хонам и ограничена на западе Жёлтым морем, на севере - провинцией Чолла-Пукто, на юге - проливом Чеджу, а на востоке - Кёнсан-Намдо.
Вдоль береговой линии расположено почти 2 000 островов, около 75% из которых необитаемы. На островах Жёлтого моря образован крупнейший в стране национальный парк Тадохэхэсан. Длина береговой линии составляет около 6 100 километров.
Провинция частично покрыта горами. Равнины вдоль рек Сомджин, Ёнсан и Тамджин подходят для крупномасштабного зернового сельского хозяйства. В этом районе выпадает большое количество осадков, что способствует развитию сельского хозяйства. В провинции также стоит самая тёплая погода на полуострове. Это способствует хорошему росту различных сельхозкультур, в основном риса, пшеницы, ячменя, бобовых и картофеля. В провинции также выращивают овощи, хлопок и фрукты.
В провинции добывается небольшое количество золота и угля.

## Административное деление
Чолла-Намдо разделена на 5 городов («си») и 17 уездов («кун»). Далее даны их названия на русском языке и запись на хангыле и ханча.

### Города
- Йосу (여수시, 麗水市)
- Кванъян (광양시, 光陽市)
- Мокпхо (목포시, 木浦市)
- Наджу (나주시, 羅州市)
- Сунчхон (순천시, 順天市)

### Уезды
- Вандо (완도군, 莞島郡)
- Йонам (영암군, 靈巖郡)
- Йонгван (영광군, 靈光郡)
- Канджин (강진군, 康津郡)
- Коксон (곡성군, 谷城郡)
- Кохын (고흥군, 高興郡)
- Куре (구례군, 求禮郡)
- Муан (무안군, 務安郡)
- Синан (신안군, 新安郡)
- Посон (보성군, 寶城郡)
- Тамъян (담양군, 潭陽郡)
- Хампхён (함평군, 咸平郡)
- Хвасун (화순군, 和順郡)
- Хэнам (해남군, 海南郡)
- Чансон (장성군, 長興郡)
- Чанхын (장흥군, 長城郡)
- Чиндо (진도군, 珍島郡)

## Религия
Согласно переписи 2005 года, жители Южного Чолла 30,5 % — последователи христианства (21,8 % протестантизма и 8,7 % католицизма) и 16,1 % последователи буддизма. 53,4 % населения в основном нерелигиозны или следуют муизму и другим религиям коренных народов.